# Bisdom Geita
Het bisdom Geita (Latijn: Dioecesis Geitaensis) is een rooms-katholiek bisdom met als zetel Geita in Tanzania. Het is een suffragaan bisdom van het aartsbisdom Mwanza. Het bisdom werd opgericht in 1984.
In 2019 telde het bisdom 36 parochies. Het bisdom heeft een oppervlakte van 10.697 km². Het telde in 2019 2.180.000 inwoners waarvan 28,9% rooms-katholiek was. 

## Bisschoppen
- Aloysius Balina (1984-1997)
- Damian Denis Dallu (2000-2014)
- Flavian Matindi Kassala (2016-)